# Marchas Populares de Lisboa de 2024
As Marchas Populares de Lisboa de 2024 decorreram como é tradição na Avenida da Liberdade no dia 12 de Junho de 2024, véspera da Festa de Santo António, padroeiro da cidade de Lisboa e em cuja data de celebra o feriado municipal.
O desfile na Avenida da Liberdade contou com o Primeiro-Ministro Luís Montenegro e Carlos Moedas, Presidente da Câmara Municipal de Lisboa e teve milhares de pessoas na assistência. Foi transmitido em direto pela RTP1 e teve a duração de cerca de 4 horas e 30 minutos. Teve como tema o Rio Tejo, e como Grande Marcha "O Tejo Afinal".
A Marcha de Alcântara foi a grande vencedora, no que foi o 1º título desta Marcha em toda a história da competição, após 8 segundos lugares. Em 2º lugar ficou a Marcha de Marvila e em 3º lugar a Marcha de Alfama (repetindo o 3º lugar do ano anterior).

## Marchas participantes
| Marcha              | Organizadora                                                      | Tema                                                            | Marcha inédita 1                        | Madrinha              | Padrinho           | Refs.                   |
| Marcha              | Organizadora                                                      | Tema                                                            | Marcha inédita 2                        | Madrinha              | Padrinho           | Refs.                   |
| Marcha              | Organizadora                                                      | Tema                                                            | Marcha                                  | Madrinha              | Padrinho           | Refs.                   |
| ------------------- | ----------------------------------------------------------------- | --------------------------------------------------------------- | --------------------------------------- | --------------------- | ------------------ | ----------------------- |
| Alcântara           | Sociedade Filarmónica Alunos Esperança                            | Por mais que corra a tinta, Alcântara é o bairro com mais pinta | "Alcântara, obra-prima de Lisboa"       | Ana Sofia Cardoso     | Pedro Granger      | [ 3 ] [ 1 ] [ 4 ] [ 5 ] |
| Alcântara           | Sociedade Filarmónica Alunos Esperança                            | Por mais que corra a tinta, Alcântara é o bairro com mais pinta | "O Pintas do Pintor"                    | Ana Sofia Cardoso     | Pedro Granger      | [ 3 ] [ 1 ] [ 4 ] [ 5 ] |
| Alcântara           | Sociedade Filarmónica Alunos Esperança                            | Por mais que corra a tinta, Alcântara é o bairro com mais pinta | "Alcântara vem cantar"                  | Ana Sofia Cardoso     | Pedro Granger      | [ 3 ] [ 1 ] [ 4 ] [ 5 ] |
| Alfama              | Centro Cultural Doutor Magalhães Lima                             | Meu amor marinheiro                                             | "Lá Vai Ele!"                           | Raquel Tavares        | João Baião         | [ 3 ] [ 1 ]             |
| Alfama              | Centro Cultural Doutor Magalhães Lima                             | Meu amor marinheiro                                             | "Marinheiro Apaixonado"                 | Raquel Tavares        | João Baião         | [ 3 ] [ 1 ]             |
| Alfama              | Centro Cultural Doutor Magalhães Lima                             | Meu amor marinheiro                                             | "Alto Mar"                              | Raquel Tavares        | João Baião         | [ 3 ] [ 1 ]             |
| Alto do Pina        | Ginásio do Alto do Pina                                           | Fomos nós os pioneiros                                          | "Alto do Pina – Fomos nós os pioneiros" | Teresa Guilherme      | António Camelier   | [ 3 ] [ 1 ]             |
| Alto do Pina        | Ginásio do Alto do Pina                                           | Fomos nós os pioneiros                                          | "Anda comigo pra ver o Alto do Pina"    | Teresa Guilherme      | António Camelier   | [ 3 ] [ 1 ]             |
| Alto do Pina        | Ginásio do Alto do Pina                                           | Fomos nós os pioneiros                                          | "Aqui vai o Alto do Pina"               | Teresa Guilherme      | António Camelier   | [ 3 ] [ 1 ]             |
| Bairro Alto         | Lisboa Clube Rio de Janeiro                                       | A luz do meu Bairro                                             | "Quase, quase…"                         | Sónia Brazão          |                    | [ 3 ] [ 1 ]             |
| Bairro Alto         | Lisboa Clube Rio de Janeiro                                       | A luz do meu Bairro                                             | "Olha a luz do Bairro Alto"             | Sónia Brazão          |                    | [ 3 ] [ 1 ]             |
| Bairro Alto         | Lisboa Clube Rio de Janeiro                                       | A luz do meu Bairro                                             | "Fidalgo e fanfarão"                    | Sónia Brazão          |                    | [ 3 ] [ 1 ]             |
| Bairro da Boavista  | Associação Recreativa de Moradores e Amigos do Bairro da Boavista | Rainhas e calceteiros com ar de namoradeiros                    | "Rainhas são as Mães"                   | Mané Ribeiro          | Ricardo Raposo     | [ 3 ] [ 1 ]             |
| Bairro da Boavista  | Associação Recreativa de Moradores e Amigos do Bairro da Boavista | Rainhas e calceteiros com ar de namoradeiros                    | "Boavista é o Teu Bairro"               | Mané Ribeiro          | Ricardo Raposo     | [ 3 ] [ 1 ]             |
| Bairro da Boavista  | Associação Recreativa de Moradores e Amigos do Bairro da Boavista | Rainhas e calceteiros com ar de namoradeiros                    | "Marchante da Boavista"                 | Mané Ribeiro          | Ricardo Raposo     | [ 3 ] [ 1 ]             |
| Baixa               | Academia Recreio Artístico                                        | Um lugar, um mercado, uma praça…                                | "Maré Baixa, Baixa maré"                | Zulmira Garrido       | Hugo Mendes        | [ 3 ] [ 1 ]             |
| Baixa               | Academia Recreio Artístico                                        | Um lugar, um mercado, uma praça…                                | "Ó freguesa, ó freguês!"                | Zulmira Garrido       | Hugo Mendes        | [ 3 ] [ 1 ]             |
| Baixa               | Academia Recreio Artístico                                        | Um lugar, um mercado, uma praça…                                | "A Baixa é o Sol de Lisboa"             | Zulmira Garrido       | Hugo Mendes        | [ 3 ] [ 1 ]             |
| Bela Flor-Campolide | Academia das Artes Internas                                       | Lavadeiras e moleiros                                           | "Não me moas o juízo"                   | Marta Gil             | Idevor Mendonça    | [ 3 ] [ 1 ]             |
| Bela Flor-Campolide | Academia das Artes Internas                                       | Lavadeiras e moleiros                                           | "Santo António à cabeceira"             | Marta Gil             | Idevor Mendonça    | [ 3 ] [ 1 ]             |
| Bela Flor-Campolide | Academia das Artes Internas                                       | Lavadeiras e moleiros                                           | "Campolide e Bela Flor"                 | Marta Gil             | Idevor Mendonça    | [ 3 ] [ 1 ]             |
| Belém               | Belém Clube                                                       | Lisboa dos mexericos                                            | "Um segredo bem guardado"               | Joana Franco          | Gonçalo Salgueiro  | [ 3 ] [ 1 ]             |
| Belém               | Belém Clube                                                       | Lisboa dos mexericos                                            | "Dona Intriga"                          | Joana Franco          | Gonçalo Salgueiro  | [ 3 ] [ 1 ]             |
| Belém               | Belém Clube                                                       | Lisboa dos mexericos                                            | "Lisboa dos mexericos"                  | Joana Franco          | Gonçalo Salgueiro  | [ 3 ] [ 1 ]             |
| Bica                | Marítimo Lisboa Clube                                             | Há festa na Bica                                                | "A força da Bica"                       | Débora Monteiro       | Bruno Madeira      | [ 3 ] [ 1 ] [ 6 ]       |
| Bica                | Marítimo Lisboa Clube                                             | Há festa na Bica                                                | "Há festa na Bica"                      | Débora Monteiro       | Bruno Madeira      | [ 3 ] [ 1 ] [ 6 ]       |
| Bica                | Marítimo Lisboa Clube                                             | Há festa na Bica                                                | "A Bica e o Tejo"                       | Débora Monteiro       | Bruno Madeira      | [ 3 ] [ 1 ] [ 6 ]       |
| Carnide             | TC Teatro Carnide                                                 | Nas pedras da tua rua deixei o meu coração                      | "Coração de pedra, coração de amor!"    | Margarida Antunes     | Nuno Nolasco       | [ 3 ] [ 1 ] [ 7 ]       |
| Carnide             | TC Teatro Carnide                                                 | Nas pedras da tua rua deixei o meu coração                      | "Querem lá ver isto!"                   | Margarida Antunes     | Nuno Nolasco       | [ 3 ] [ 1 ] [ 7 ]       |
| Carnide             | TC Teatro Carnide                                                 | Nas pedras da tua rua deixei o meu coração                      | "Somos todos cor"                       | Margarida Antunes     | Nuno Nolasco       | [ 3 ] [ 1 ] [ 7 ]       |
| Castelo             | Grupo Desportivo do Castelo                                       | Noites mouras no Castelo                                        | "Festa Mourisca no Castelo"             | Joana Machado Madeira | Zé Lopes           | [ 3 ] [ 1 ]             |
| Castelo             | Grupo Desportivo do Castelo                                       | Noites mouras no Castelo                                        | "Aqui estamos nós"                      | Joana Machado Madeira | Zé Lopes           | [ 3 ] [ 1 ]             |
| Castelo             | Grupo Desportivo do Castelo                                       | Noites mouras no Castelo                                        | "Olha o Castelo"                        | Joana Machado Madeira | Zé Lopes           | [ 3 ] [ 1 ]             |
| Graça               | Clube Desportivo da Graça                                         | A Graça veste-se de azulejo e filigrana                         | "Azulejo e filigrana"                   | Catarina Siqueira     | Quimbé             | [ 3 ] [ 1 ]             |
| Graça               | Clube Desportivo da Graça                                         | A Graça veste-se de azulejo e filigrana                         | "Tu és Graça"                           | Catarina Siqueira     | Quimbé             | [ 3 ] [ 1 ]             |
| Graça               | Clube Desportivo da Graça                                         | A Graça veste-se de azulejo e filigrana                         | "Ser marchante"                         | Catarina Siqueira     | Quimbé             | [ 3 ] [ 1 ]             |
| Lumiar              | Academia Musical 1 de Junho 1893                                  | Andam corvos em Lisboa!                                         | "Vai com tudo Lumiar"                   | Bruna Gomes           | Flávio Furtado     | [ 3 ] [ 1 ]             |
| Lumiar              | Academia Musical 1 de Junho 1893                                  | Andam corvos em Lisboa!                                         | "Andam corvos por Lisboa"               | Bruna Gomes           | Flávio Furtado     | [ 3 ] [ 1 ]             |
| Lumiar              | Academia Musical 1 de Junho 1893                                  | Andam corvos em Lisboa!                                         | "Lumiar levanta os braços"              | Bruna Gomes           | Flávio Furtado     | [ 3 ] [ 1 ]             |
| Madragoa            | Esperança Atlético Clube                                          | O meu coração é teu                                             | "O meu coração é teu"                   | Ana Garcia Martins    | Bruno Cabrerizo    | [ 3 ] [ 1 ]             |
| Madragoa            | Esperança Atlético Clube                                          | O meu coração é teu                                             | "Aqui na Madragoa"                      | Ana Garcia Martins    | Bruno Cabrerizo    | [ 3 ] [ 1 ]             |
| Madragoa            | Esperança Atlético Clube                                          | O meu coração é teu                                             | "Madragoa Noiva do Tejo"                | Ana Garcia Martins    | Bruno Cabrerizo    | [ 3 ] [ 1 ]             |
| Marvila             | Sociedade Musical 3 d’Agosto 1885                                 | Nas asas do presságio, Marvila relembra a tradição!             | "Peregrinos e Romeiros"                 | Luciana Abreu         | Matay              | [ 3 ] [ 1 ]             |
| Marvila             | Sociedade Musical 3 d’Agosto 1885                                 | Nas asas do presságio, Marvila relembra a tradição!             | "Chegou Marvila!"                       | Luciana Abreu         | Matay              | [ 3 ] [ 1 ]             |
| Marvila             | Sociedade Musical 3 d’Agosto 1885                                 | Nas asas do presságio, Marvila relembra a tradição!             | "Olha o Grilo"                          | Luciana Abreu         | Matay              | [ 3 ] [ 1 ]             |
| Mouraria            | Grupo Desportivo da Mouraria                                      | O nosso orgulho, Mouraria!                                      | "Welcome! Bem-vindos à Mouraria!"       | Sissi Martins         | Ruben Madureira    | [ 3 ] [ 1 ]             |
| Mouraria            | Grupo Desportivo da Mouraria                                      | O nosso orgulho, Mouraria!                                      | "O nosso orgulho, a Mouraria!"          | Sissi Martins         | Ruben Madureira    | [ 3 ] [ 1 ]             |
| Mouraria            | Grupo Desportivo da Mouraria                                      | O nosso orgulho, Mouraria!                                      | "Minha Mouraria"                        | Sissi Martins         | Ruben Madureira    | [ 3 ] [ 1 ]             |
| Olivais             | Grupo de Pesca e Desporto de Santa Maria dos Olivais              | Olivais, o pão de cada dia                                      | “Olivais, o pão de cada dia”            | Sara Norte            | Paulo Batista      | [ 3 ] [ 1 ]             |
| Olivais             | Grupo de Pesca e Desporto de Santa Maria dos Olivais              | Olivais, o pão de cada dia                                      | “A semente dos Olivais”                 | Sara Norte            | Paulo Batista      | [ 3 ] [ 1 ]             |
| Olivais             | Grupo de Pesca e Desporto de Santa Maria dos Olivais              | Olivais, o pão de cada dia                                      | “Olivais, bate as palmas, bate o pé”    | Sara Norte            | Paulo Batista      | [ 3 ] [ 1 ]             |
| Penha de França     | Sporting Clube da Penha                                           | Amor e uma taverna                                              | "Amor e uma Taberna"                    | Salomé Caldeira       | Rui Andrade        | [ 3 ] [ 1 ]             |
| Penha de França     | Sporting Clube da Penha                                           | Amor e uma taverna                                              | "Espelho meu, espelho meu"              | Salomé Caldeira       | Rui Andrade        | [ 3 ] [ 1 ]             |
| Penha de França     | Sporting Clube da Penha                                           | Amor e uma taverna                                              | "Penha de França, coração d’ouro"       | Salomé Caldeira       | Rui Andrade        | [ 3 ] [ 1 ]             |
| Santa Engrácia      | Operário Futebol Clube de Lisboa                                  | A tua calçada é o meu bordado                                   | "Bordadeiras, mulheres simples"         | Bárbara Parada        | Francisco Monteiro | [ 3 ] [ 1 ]             |
| Santa Engrácia      | Operário Futebol Clube de Lisboa                                  | A tua calçada é o meu bordado                                   | "O amor do calceteiro"                  | Bárbara Parada        | Francisco Monteiro | [ 3 ] [ 1 ]             |
| Santa Engrácia      | Operário Futebol Clube de Lisboa                                  | A tua calçada é o meu bordado                                   | "O meu bairro é uma joia"               | Bárbara Parada        | Francisco Monteiro | [ 3 ] [ 1 ]             |
| São Vicente         | Academia Recreativa Leais Amigos                                  | São Vicente, o padroeiro                                        | "São Vicente, o padroeiro"              | Gabriela Barros       | Jorge Mourato      | [ 3 ] [ 1 ] [ 8 ]       |
| São Vicente         | Academia Recreativa Leais Amigos                                  | São Vicente, o padroeiro                                        | "São Vicente é que é"                   | Gabriela Barros       | Jorge Mourato      | [ 3 ] [ 1 ] [ 8 ]       |
| São Vicente         | Academia Recreativa Leais Amigos                                  | São Vicente, o padroeiro                                        | "Marcha de São Vicente"                 | Gabriela Barros       | Jorge Mourato      | [ 3 ] [ 1 ] [ 8 ]       |

Além das 20 Marchas a concurso, participaram ainda extra-concurso:
| Marcha                                | Organizadora                                            | Tema                                                               | Canções                                   | Madrinha         | Padrinho         | Refs.              |
| ------------------------------------- | ------------------------------------------------------- | ------------------------------------------------------------------ | ----------------------------------------- | ---------------- | ---------------- | ------------------ |
| Desfile do Dragão                     | Associação Geral Desportiva de Macau Lo Leong           | 25 anos da RAE Macau                                               |                                           |                  |                  | [ 3 ] [ 1 ]        |
| Marcha Infantil das Escolas de Lisboa | Câmara Municipal de Lisboa                              | Lisboa Cidade de Tradições: O Tejo                                 |                                           | Sofia Athayde    | António Machado  | [ 3 ] [ 1 ]        |
| Marcha Infantil Voz do Operário       | Sociedade de Instrução e Beneficência A Voz do Operário | 50 anos do 25 de abril                                             | "Na Brincadeira com o Tejo"               | Benedita Pereira | Hélder Afonso    | [ 1 ] [ 9 ]        |
| Marcha Infantil Voz do Operário       | Sociedade de Instrução e Beneficência A Voz do Operário | 50 anos do 25 de abril                                             | "O rio que eu vejo"                       | Benedita Pereira | Hélder Afonso    | [ 1 ] [ 9 ]        |
| Marcha Infantil Voz do Operário       | Sociedade de Instrução e Beneficência A Voz do Operário | 50 anos do 25 de abril                                             | "Queremos um Sol"                         | Benedita Pereira | Hélder Afonso    | [ 1 ] [ 9 ]        |
| Marcha dos Mercados                   | Associação dos Comerciantes dos Mercados de Lisboa      | Vendem-se Frutas e nascem romances: os Mercados nas Ruas de Lisboa | "Os Mercados são a coroa de Lisboa"       | Sílvia Sousa     | João de Carvalho | [ 3 ] [ 1 ]        |
| Marcha dos Mercados                   | Associação dos Comerciantes dos Mercados de Lisboa      | Vendem-se Frutas e nascem romances: os Mercados nas Ruas de Lisboa | "Toma lá castanhas"                       | Sílvia Sousa     | João de Carvalho | [ 3 ] [ 1 ]        |
| Marcha dos Mercados                   | Associação dos Comerciantes dos Mercados de Lisboa      | Vendem-se Frutas e nascem romances: os Mercados nas Ruas de Lisboa | "É nos mercados que Lisboa tem mais vida" | Sílvia Sousa     | João de Carvalho | [ 3 ] [ 1 ]        |
| Marcha da Santa Casa da Misericórdia  | Santa Casa da Misericórdia de Lisboa                    | Santa Casa de mãos dadas com a Cidade                              | "Em cada rosto um espelho"                | Liliana Santos   | Pedro Crispim    | [ 3 ] [ 1 ] [ 10 ] |
| Marcha da Santa Casa da Misericórdia  | Santa Casa da Misericórdia de Lisboa                    | Santa Casa de mãos dadas com a Cidade                              | "Santa Casa vem marchar"                  | Liliana Santos   | Pedro Crispim    | [ 3 ] [ 1 ] [ 10 ] |
| Marcha da Santa Casa da Misericórdia  | Santa Casa da Misericórdia de Lisboa                    | Santa Casa de mãos dadas com a Cidade                              | "Santa Casa, uma porta aberta"            | Liliana Santos   | Pedro Crispim    | [ 3 ] [ 1 ] [ 10 ] |

## Classificação Geral
1. Marcha de Alcântara
2. Marcha de Marvila
3. Marcha de Alfama
4. Marcha da Bica
5. Marcha de Carnide
6. Marcha da Madragoa
7. Marcha do Alto do Pina
8. Marcha do Bairro da Boavista
9. Marcha de São Vicente
10. Marcha da Penha de França
11. Marcha do Bairro Alto
12. Marcha do Castelo
13. Marcha dos Olivais
14. Marcha da Graça
15. Marcha do Lumiar
16. Marcha da Mouraria
17. Marcha da Bela Flor-Campolide
18. Marcha de Santa Engrácia
19. Marcha da Baixa
20. Marcha de Belém

## Classificações Especiais
- Melhor Coreografia: Marcha de Alcântara e Marcha de Marvila[11]
- Melhor Cenografia: Marcha de Alcântara e Marcha de Marvila[11]
- Melhor Figurino: Marcha de Alcântara, Marcha de Alfama e Marcha de Marvila[11]
- Melhor Letra: Marcha de Alfama e Marcha do Alto do Pina[11]
- Melhor Musicalidade: Marcha da Madragoa[11]
- Melhor Composição Original: Há festa na Bica da Marcha da Bica e Welcome! Bem-vindos à Mouraria! da Marcha da Mouraria[11]
- Melhor Desfile na Avenida: Marcha de Alcântara[11]